# 舞靏千五郎
舞靏 千五郎（まいづる せんごろう、生年不明 - 1816年8月27日〈文化13年8月5日〉）は、佐渡ヶ嶽部屋に所属した元力士。舞鶴 千五郎や最後の四股名でもある舞靏 勝之助（まいづる かつのすけ、舞鶴 勝之助との表記も）と表記する文献もある。
本名・身長・体重いずれも不明。江戸（現在の東京都区部）出身。
最高位は東前頭5枚目。
経歴に不明な点が多いが、1814年4月場所で初土俵を踏み、幕内格番付外として付出された。しかし実力は全く無く、この場所1勝6敗3休と悲惨な成績に終わった。それでも二段目〈今の十両〉に陥落することなく、以後5場所幕内で相撲を取り続けた。結局一度も勝ち越しを達成することが出来ないまま、1816年3月場所で3勝3敗2休の成績を収めたのを最後に、1816年8月5日に現役中のまま死去した。初土俵（ただし記録上に残っているもののみ）から僅か2年余りの短い土俵生活だった。
幕内通算 5場所 10勝25敗3分1預9休の成績を残した。
改名歴は1回：舞鶴 千五郎 → 舞鶴 勝之助。